# 心理戦略委員会
心理戦略委員会（しんりせんりゃくいいんかい、Psychological Strategy Board, PSB）は、かつてアメリカ合衆国政府に置かれていた委員会であり、心理戦の調整と計画を行っていた。トルーマン政権下の1951年4月4日に結成された。この委員会は、国務次官、国防副長官、中央情報長官、またはそれらから指名された代表者で構成されていた。初代委員長は、後にアイゼンハワー政権で国家安全保障問題担当大統領補佐官を務めるゴードン・グレイであった。この委員会は、朝鮮戦争中に政策調整室の秘密活動が活発化したことを受けて設立された。
アイゼンハワー政権下では、PSBは純粋な調整機関だった。PSBの機能は、ウィリアム・ハーディング・ジャクソンを委員長とするジャクソン委員会によって見直され、将来のアメリカ政府の情報・心理戦プログラムを提案するための委員会として再設置された。ジャクソン委員会は、心理戦略が公式の政策や行動とは別に行われるという前提でPSBが設立されたと結論づけたが、PSBはこの前提に同意しなかった。PSBは、大統領令10483号によって1953年9月3日に廃止され、その責務は作戦調整委員会に移された。

## 前史
1950年8月、国務省は自省内に国家心理戦略委員会(National Psychological Strategy Board, NPSB)を設立して、心理戦活動をその管理下に一元化しようとした。それに対し、国防総省は省庁間の委員会とするよう求め、両省は対立した。
トルーマン大統領は1951年1月4日、フレデリック・ロートンとシドニー・サウアーズに、後にPSBとなる省庁間委員会の計画を策定するよう命じ、この難局を打開した。

## 目的
第二次世界大戦後、「戦争に勝つためには、血を流すことよりも、人々の心をつかむことが必要だ」という意見が優勢となった。トルーマン政権は、外交政策を伝統的な戦争から心理戦に変更した。
アメリカ政府は、ソビエト連邦の行動は民主主義に対する脅威であると認識していた。それは、韓国が北朝鮮に侵略されたことからも明らかである。世界中の人々の意見を集め、共産主義の蔓延を防ぐためのプロパガンダを作成するために、心理戦略委員会(PSB)が設置された。国務省の報告書によると、「外国の役人を説得することよりも、その人物の頭の中にある問題をその国の国民に伝える方が重要である」とされており、国民の方が役人の行動に大きな影響を与えることになる。そのため、人々を無意識のうちに民主主義に向かわせるプロパガンダを作るためにPSBが結成されたのである。
統合参謀本部に勤務していた歴史家のエドワード・P・リリーは、第二次世界大戦中のアメリカの心理戦について1,400ページに及ぶ研究を行っている。カンザス州アビリーンのアイゼンハワー・ライブラリーにあるリリーの論文の中には、PSBに関する章も書かれている。

## プロパガンダの種類
PSBは心理戦を、世論や外交政策上の関心に影響を与える非軍事的行動と定義していた。つまり、貿易・経済援助、文化・教育交流、武力行使の威嚇、外交などが含まれるが、これらに限定されるものではない。

### バズワード
外交官や政治家は、政策を決定し、国内外の世論に影響を与えるために、バズワードと呼ばれる、注意深く選定した言葉やフレーズを使用していた。最も人口に膾炙したバズワードは「封じ込め」である。この言葉により、アメリカの当局者が自分たちの外交目標を「高貴で、抑制的で、基本的に防御的」であると提示することができた
。
ソ連は1951年1月21日に開始された「アメリカを憎め」キャンペーンを推進するためにバズワードを使用していた。このキャンペーンでは、アメリカの大企業の腐敗が強調され、世界を支配しようとしていると非難され、一方、ソ連はアメリカのような資本家を打倒しようとするチャンピオンとして描かれていた。国際社会の多くの人々は、このソ連のプロパガンダを信じた。アメリカは、人々の心をつかむために、ソ連の戦略を採用したのである。

### ラジオ
ハンガリー、ポーランド、チェコスロバキアなどの鉄のカーテンの向こう側にある国向けに、ラジオのプロパガンダ番組が放送された。電波を止めることができないため、このような形のプロパガンダを阻止することはできなかった。ボイス・オブ・アメリカ(VOA)はラテンアメリカ向けの放送を行った。
これらの番組は、アメリカの成功を強調し、アメリカが優れた国家であることを表現するように作られていた。この放送の対象となったソ連の衛星国では、国民が民主化に向かうことの問題点に焦点を当てた番組が放送されていた。